# Ghiacciaio Bryan
Il ghiacciaio Bryan (in inglese Bryan Glacier) è un ghiacciaio situato sulla costa di Lassiter, nella parte orientale della Terra di Palmer, in Antartide. Il ghiacciaio, il cui punto più alto si trova circa 100 m s.l.m., fluisce verso nord costeggiando il versante orientale dei monti Werner fino ad unire il proprio flusso a quello del ghiacciaio Douglas ed entrare quindi nell'insenatura New Bedford.

## Storia
Il ghiacciaio Bryan è stato mappato dallo United States Geological Survey grazie a ricognizioni terrestri dello stesso USGS e a fotografie aeree scattate dalla marina militare statunitense tra il 1961 e il 1967; in seguito è stato così battezzato dal Comitato consultivo dei nomi antartici in onore di Terry E. Bryan, un glaciologo di base alla stazione Byrd nell'estate 1966-67.